# Osceola Magic
Osceola Magic is een Amerikaanse basketbalclub uit Kissimmee die uitkomt in de NBA G League sinds 2023.

## Geschiedenis
In 2023 besloten de Orlando Magic om hun opleidingsploeg de Lakeland Magic dichter bij Orlando te plaatsen en verhuisde de ploeg naar Kissimmee. De eerste coach werd Dylan Murphy. De club verloor in zijn eerste seizoen ondanks hun sterke reguliere seizoen meteen in de kwartfinale van de play-offs tegen de Long Island Nets. In hun tweede seizoen haalde de club opnieuw de play-offs ditmaal als eerste in hun reeks. In de play-offs wonnen ze van de Indiana Mad Ants en Maine Celtics maar verloren in de finale van de Stockton Kings.

## Erelijst
- NBA G League Most Valuable Player Award: Mac McClung (2024)
- All-NBA G League First Team: Mac McClung (2024)
- All-NBA G League Second Team: Trevelin Queen (2024)
- All-NBA G League Third Team:

## Resultaten
| Seizoen | Wins | Verlies | Play-offs   | Coach        |
| ------- | ---- | ------- | ----------- | ------------ |
| 2023/24 | 22   | 12      | kwartfinale | Dylan Murphy |
| 2024/25 | 22   | 12      | finale      | Dylan Murphy |
| 2025/26 |      |         |             |              |

## Bekende (oud-)spelers
| - Mac McClung |